# Core Cities Group
Il Core Cities Group è una rete raggruppante le grandi città regionali d'Inghilterra. Il gruppo nasce nel 1995 come una partnership tra i consigli cittadini delle otto più grandi ed economicamente importanti città inglesi, al di fuori di Londra: Birmingham, Bristol, Leeds, Liverpool, Manchester, Newcastle upon Tyne, Nottingham e Sheffield.  Il Core Cities Group ha interessi ad ampio raggio, quali il trasporto e la connettività, l'innovazione e il sostegno alle imprese, le competenze e l'occupazione, le comunità sostenibili, la cultura e le creative industrie, il cambiamento climatico, la finanza, l'industria e la governance.

## Storia
Il gruppo è stato istituito nel 1995 con l'adesione di otto enti locali con lo status di Città, sei dei quali sono i consigli didistretti metropolitani mentre due sono autorità unitarie. Questi enti locali si sono riuniti per promuovere i loro interessi comuni in materia di trasporti e connettività, innovazione, sostegno alle imprese, competenze, occupazione, comunità sostenibili, cultura, creative industrie, cambiamento climatico, finanza, industria e amministrazione.
Tutti questi otto consigli locali sono anche membri dell'organizzazione pan-europea Eurocities, di cui il consiglio della Città di Birmingham è stato fondatore, assieme ai consigli delle città di Barcellona, Francoforte, Lione, Milano e Rotterdam.

## Localism Act 2011
Con il passaggio del Localism Act del 2011, il gruppo ha promosso il cosiddetto emendamento Core Cities, approvato con successo, per consentire un decentramento su misura per i suoi membri. Molti degli accordi successivamente concordati tra l'Ufficio di Gabinetto/Dipartimento per le Comunità e gli Enti locali nel 2012 hanno intensificato i poteri e gli ambiti lavorativi delle città regionali al loro nucleo.

## Membri del Core Cities Group
| Città               | Contea            | Regione              | Consiglio locale        | Tipo                | Popolazione | Area urbana | Area metropolitana |
| ------------------- | ----------------- | -------------------- | ----------------------- | ------------------- | ----------- | ----------- | ------------------ |
| Birmingham          | West Midlands     | Midlands Occidentali | Birmingham City Council | Borgo metropolitano | 1 085 400   | 2 440 986   | 3 683 000          |
| Bristol             | Bristol           | Sud Ovest            | Bristol City Council    | Autorità unitaria   | 428 200     | 587 400     | 1 041 000          |
| Leeds               | West Yorkshire    | Yorkshire e Humber   | Leeds City Council      | Borgo metropolitano | 751 500     | 1 499 465   | 2 302 000          |
| Liverpool           | Merseyside        | Nord Ovest           | Liverpool City Council  | Borgo metropolitano | 466 400     | 816 216     | 2 241 000          |
| Manchester          | Grande Manchester | Nord Ovest           | Manchester City Council | Borgo metropolitano | 503 100     | 2 240 230   | 2 556 000          |
| Newcastle upon Tyne | Tyne and Wear     | Nord Est             | Newcastle City Council  | Borgo metropolitano | 280 200     | 879 996     | 1 599 000          |
| Nottingham          | Nottinghamshire   | Midlands Orientali   | Nottingham City Council | Autorità unitaria   | 305 700     | 666 358     | 1 543 000          |
| Sheffield           | South Yorkshire   | Yorkshire e Humber   | Sheffield City Council  | Borgo metropolitano | 552 700     | 640 720     | 1 569 000          |

Fonte per le popolazioni delle aree metropolitane: